# István Klimek
István "Ștefan" Klimek (ur. 15 kwietnia 1913, zm. 12 listopada 1988) – rumuński piłkarz, reprezentant kraju.

## Kariera klubowa
Swoją przygodę z futbolem rozpoczął w wieku 15 lat w zespole CA Timișoara. W 1931 został zawodnikiem drużyny ILSA Timișoara. W drużynie tej występował przez 5 lat i pomógł jej wygrać rozgrywki Liga II w sezonie 1935/36. W wyniku fuzji z sierpnia 1936 z innym zespołem z Timișoary, Chinezulem, drużyna zakończyła działalność. Piłkarze ILSY zostali zawodnikami 6-krotnego mistrza Rumunii Chinezulu, w tym także Klimek. Przez 3 lata gry dla Chinezulu zagrał w 29 spotkaniach, w których strzelił 21 bramek. 
Sezon 1940/41 spędził w drugoligowym Rapidzie Timișoara, po czym, ze względu na przerwanie ligi z powodu II wojny światowej, zakończył karierę piłkarską.
| Sezon   | Klub               | Kraj    | Rozgrywki | Mecze | Bramki |
| ------- | ------------------ | ------- | --------- | ----- | ------ |
| 1928/29 | CA Timișoara       | Rumunia |           |       |        |
| 1931/32 | ILSA Timișoara     | Rumunia |           |       |        |
| 1932/33 | ILSA Timișoara     | Rumunia |           |       |        |
| 1933/34 | ILSA Timișoara     | Rumunia |           |       |        |
| 1934/35 | ILSA Timișoara     | Rumunia | Liga II   |       |        |
| 1935/36 | ILSA Timișoara     | Rumunia | Liga II   |       |        |
| 1936/37 | Chinezul Timișoara | Rumunia | Liga I    | 7     | 3      |
| 1937/38 | Chinezul Timișoara | Rumunia | Liga I    | 6     | 3      |
| 1938/39 | Chinezul Timișoara | Rumunia | Liga I    | 16    | 15     |
| 1940/41 | Rapid Timișoara    | Rumunia | Liga II   |       |        |

## Kariera reprezentacyjna
Klimek jako piłkarz ILSA Timișoara został powołany przez trenerów Josefa Uridila i Constantina Rădulescu na Mistrzostwa Świata 1934 we Włoszech. Jego reprezentacja poległa w pierwszej rundzie z Czechosłowacją 1:2. Klimek nie zagrał w tym spotkaniu. Jedyny mecz w barwach reprezentacji Rumunii zagrał 1 września 1935 przeciwko Szwecji, przegrany przez Rumunów aż 1:7.
| Mecze i gole w reprezentacji | Mecze i gole w reprezentacji | Mecze i gole w reprezentacji | Mecze i gole w reprezentacji | Mecze i gole w reprezentacji | Mecze i gole w reprezentacji | Mecze i gole w reprezentacji |
| #                            | Data                         | Miasto                       | Przeciwnik                   | Gol                          | Wynik                        | Rozgrywki                    |
| ---------------------------- | ---------------------------- | ---------------------------- | ---------------------------- | ---------------------------- | ---------------------------- | ---------------------------- |
| 1.                           | 01.09.1935                   | Sztokholm                    | Szwecja                      |                              | 1:7                          | towarzyski                   |

## Sukcesy
ILSA Timișoara
- Mistrzostwo Liga II (1): 1935/36